# Dimère d'argon
Le dimère d'argon est une  molécule de van der Waals composée de deux atomes d'argon et de formule Ar2.